# نجم الموسم (مسلسل)
نجم الموسم  هو عمل كوميدي مصري أنتج عام 1977.

## القصة
في إطار كوميدي، (زهدي بيه علّام) رجل أعمال صاحب أكبر مكتب استشارات علمية في (مصر)، ينجح في تحويل الفتاة البلهاء (بهانة) إلى سكرتيرته (ڤيكي)، الفتاة المثقفة التي تستطيع تحدث عدة لغات ومواكبة آخر الأخبار المختلفة بعناية! وبالمثل يتعاقد مع المجرم (أبو شفتورة) كي يخطف له الرجل الشعبي (حنفي الونش)، لأن (زهدي) يؤمن أن بإمكانه تحويل (الونش) إلى مطرب عظيم خلال ستة أشهر فقط!

## أبطال العمل
- محمد رضا
- هدى سلطان
- جميل راتب
- نسرين
- عبد السلام محمد
- محمد البشاري
- عبد الله فرغلي
- أسامة عباس
- صبري عبد العزيز
- عبد العظيم عبد الحق
- علي الشريف
- مدحت مرسي
- محمد فريد
- نجاح الموجي
- محمود أبو زيد

### ضيف الشرف
- يحيى الفخراني